# Jezioro Mikołajskie
Jezioro Mikołajskie (niem. Nikolaiker See) – jezioro rynnowe w Krainie Wielkich Jezior Mazurskich, w dorzeczu Pisy.
Jezioro Mikołajskie ma powierzchnię 5 km², długość 5,8 km, maksymalną szerokość 1,6 km i maksymalną głębokość 25,9 m. Jezioro na północy łączy się z Jeziorem Tałty pod mostem drogowym w Mikołajkach. Do jednego z filarów mostowych na wiosnę przykuwany jest na łańcuchu Król Sielaw. Rzeźba takiej samej ryby znajduje się także na rynku oraz na nadbrzeżnej promenadzie.
Jezioro to w części południowo-wschodniej łączy się z Jeziorem Śniardwy przez Przeczkę, cieśninę między Dybowskim a Popielskim Rogiem. Jezioro Mikołajskie w części południowo-zachodniej, łączy się bezpośrednio z Jeziorem Bełdany. Granica między tymi jeziorami przebiega w sposób umowny na wysokości cypla półwyspu Popielskiego Rogu. Na zachodnim brzegu jeziora rozciąga się Puszcza Piska. Akwen zasilany jest wodami jeziora Tałty, od północy i Bełdany od południa. Nie istnieją wyraźne granice między jeziorami, wyznaczają je miejsca przewężeń, do Jeziora Mikołajskiego dopływają 3 rowy, jeden z pobliskiego jeziora Karłowo. Jezioro Mikołajskie jest łącznikiem przyjmującym wodę ze środkowej części (z jeziora Tałty i systemu Niegocin-Tałtowisko), i z południowej części zlewni (z jeziora Bełdany) oraz przekazującym ją przez cieśninę do jeziora Śniardwy.
Na podstawie badań jezioro zakwalifikowano do trzeciej klasy czystości, stan jego trofii jest zbliżony do stanu przeżyźnienia jeziora Ryńskiego i Tałty, pozaklasowe wartości wykazują fosforany, przewodność elektrolityczna właściwa i warunki tlenowe. Pod względem podatności na degradację jezioro odpowiada drugiej kategorii. Niekorzystny wpływ ma zlewnia bezpośrednia z punktowymi zrzutami ścieków. Pozytywny wpływ na stan czystości jeziora daje oczyszczalnia w Mikołajkach, procesy samooczyszczania są ograniczone ze względu na skumulowany w zbiorniku duży ładunek zanieczyszczeń. Dno jeziora jest urozmaicone, z licznymi głęboczkami, liczne zatoki świadczą o dobrze rozwiniętej linii brzegowej. Roślinność to 20% powierzchni jeziora, połowa to roślinność zanurzona (ramienice, rogatek, moczarka, rdestnice), w bezpośrednim otoczeniu jeziora dominuje las, oraz grunty orne i nieużytki. Brzegi jeziora na ogół wysokie, w południowo-wschodniej części płaskie.
Analiza bakteriologiczna wody w zbiorniku wskazuje na korzystny stan sanitarny (I kl.).

## Burza w 2007 roku
Najtragiczniejszym w dziejach żeglugi na Jeziorze Mikołajskim był dzień 21 sierpnia 2007. Wiejący w tym dniu silny wiatr z prędkością dochodząca do 130 km/h (12 w skali Beauforta) poprzewracał oraz zatopił kilkadziesiąt łodzi. W wyniku nawałnicy śmierć poniosło 12 żeglarzy. Kataklizm trwał 10 min.